# سه تفنگدار (فیلم ۱۹۱۶)
سه تفنگدار (به انگلیسی: The Three Musketeers) یک فیلم صامت فیلم ماجرایی محصول سال ۱۹۱۶ آمریکا و برگرفته از رمان سه تفنگدار اثر الکساندر دوما است.

## بازیگران
- اورین جانسون در نقش دارتانیان
- دورتی دالتون در نقش ملکه آن
- لوئیز گلام در نقش میلیدی وینتر
- هاروی کلارک در نقش دوک باکینگهام
- والت ویتمن در نقش کاردینال ریشلیو
- آرتور ماود در نقش کنت راشفورت
- جرج فیشر در نقش لوئی سیزدهم
- رِآ میچل در نقش کنستنس بوناسیوکس
- آلفرد هالینگزورث در نقش آتوس
- ادوارد کنی در نقش پروتوس
- کلاود ان. مورتنسن در نقش آرامیس
- جی.پی. لاکنی در نقش بوناسیوکس